# Die Stachelschweine

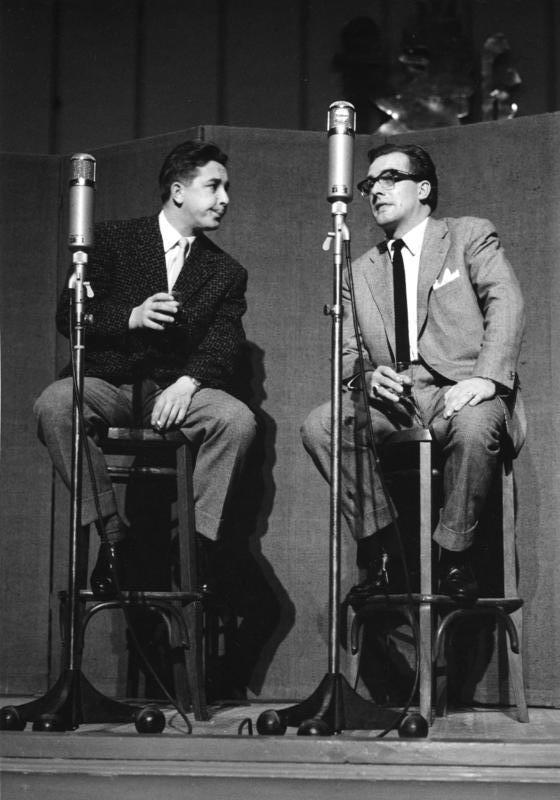
Wolfgang Gruner und Achim Strietzel in Düsseldorf 1956

Das Kabarett Theater Die Stachelschweine ist das älteste Berliner Kabarett und das zweitälteste in ganz Deutschland. Es wurde im Herbst 1949 in dem Künstler- und Studentenlokal Badewanne unweit der Berliner Gedächtniskirche als Schauspielerkollektiv gegründet. Der Name Stachelschweine ist angelehnt an eine Zeitschrift der 1920er Jahre, Das Stachelschwein, deren Herausgeber der Schriftsteller und Kabarettist Hans Reimann war.

## Geschichte

### Die Anfänge

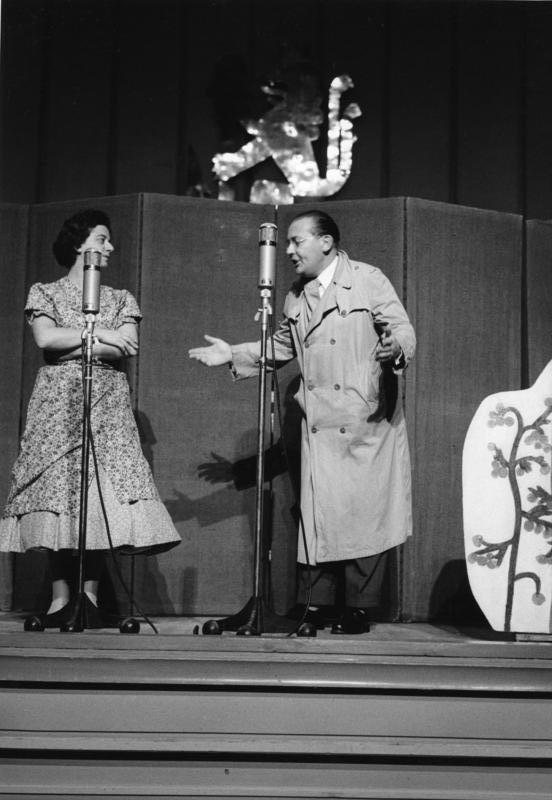
Inge Wolffberg und Rolf Ulrich in Düsseldorf 1956

Zu den Gründern des Kabaretts gehörten die Schauspieler Rolf Ulrich, Alexander Welbat, Klaus Becker und Joachim Teege. Zu ersten Auftritten kam es noch unter dem Dach der Arbeitsgemeinschaft Junger Künstler (A J K) während des Blockade-Winters (1948/49) für die Berliner Bezirksämter. Im August 1949 fanden Auftritte in der Badewanne statt. Danach bildete Alexander Welbat und Rolf Ulrich ein erweitertes Ensemble, und am Sonnabend, dem 29. Oktober 1949 fand dort die Premiere des ersten Programms statt.
Die Texte stammten von Rolf Ulrich und Thierry (Dieter Koch), der auch den Namen Die Stachelschweine vorschlug. Unter der Regie von Alexander Welbat spielten Traudel Dombach, Dorle Hintze, Ilse Marggraf, Horst Gabriel, Günter Pfitzmann, Rolf Ulrich und Alexander Welbat. Die Musik stammte von Theo Goldberg, das Bühnenbild von Gerhard Rose und die Technik betreute Ronald Rochow. Das erste Programm wurde noch ohne einen eigenen Titel gestartet, erst später wurde es „Alles irrsinnig komisch“ benannt. Wöchentliche Spieltage nach der Premiere waren der Dienstag und der Freitag, gelegentlich kam auch der Mittwoch dazu. Das Programm wurde bis Ende des Jahres 1949 gespielt.
Der Übergang zum zweiten Programm „per-speck-tiefen“ gestaltete sich fließend. Dies betraf die Texte und die Mitwirkenden. So kamen im Januar 1950 Inge Wolffberg und Heinz Mey zum Ensemble. Als es im Februar 1950 zu Differenzen mit dem ebenfalls in der Badewanne spielenden „Malerkabarett“ kam, bot die Direktion der Femina-Betriebe, die die Badewanne betrieb, den Stachelschweinen das Restaurant Burgkeller am Kurfürstendamm als Spielort an, der dann nach umfangreicher Einrichtung mit dem dritten Programm Ende März 1950 eröffnet wurde. Im vierten Programm stieß Jo Herbst als Schauspieler und Texter und Christiane Maybach als Schauspielerin zum Ensemble. Um Aufmerksamkeit zu generieren, wurde als Eintrittsgeld für Plätze im dortigen Theaterrestaurant ein Einheitspreis in Form eines Knopfes (egal ob von der Weste, vom Mantel oder von einer Bluse bzw. einem Hemd) verlangt, außerdem paradierte die Truppe gelegentlich im Schlafanzug über den Kurfürstendamm, was die Zeitungsannonce ersetzte.
Aufgrund von Differenzen über die szenische Umsetzung von Texten zwischen Rolf Ulrich (Text) und Alexander Welbat (Regie) brach das Ensemble Ende 1950 nach der Premiere des siebenten Programms auseinander. Die Gruppe um Rolf Ulrich, zu dem sich Klaus Becker, Joachim Teege, Inge Wolffberg, Jo Herbst und Ronald Rochow gesellten, arbeitete im Burgkeller weiter, während die Gruppe um Alexander Welbat in die Badewanne zurückkehrte und dort noch sechs Monate weiterspielte. Ein Besitzerwechsel der Badewanne beendete im Sommer 1951 die Kabarettauftritte dieser Gruppe, die danach auseinanderfiel.
Das von der Gruppe um Rolf Ulrich im Burgkeller erstellte achte Programm „Das Brettl hoch“, Premiere am 7. April 1951, verstärkt auch durch die aktive Teilnahme von Klaus Becker (Musik) und Joachim Teege (Regie), beides Gründer des Kabaretts, und dem vom Kabarett „Die Fliegenpilze“ dazu engagierten Wolfgang Gruner, bildete einen neuen personellen wie inhaltlichen Anfang. Bald nach der Premiere wurde jedoch überraschenderweise die Ruine des Burgkellers Ende Mai 1951 von der Baupolizei wegen Einsturzgefahr geschlossen. Das Ensemble suchte und fand durch den Regisseur Christoph Groszer ein neues Domizil in der Rankestraße 9, die „Ewige Lampe“. Wieder war es nötig, zuerst das Restaurant bühnentechnisch einzurichten. Am 12. Juni 1951 wurde es mit der Premiere des neunten Programms „Biennalitäten“ eröffnet. Seit Oktober 1951 gehörte auch Achim Strietzel zum Ensemble. In den Programmen „Festland Berlin“ und „Zwischen Nylon und Chemnitz“ zum Jahreswechsel 1952/1953 führte Wolfgang Neuss Regie und spielte auch im letzteren im Ensemble mit. Er veränderte die Besetzung, aber auch, in Zusammenarbeit mit Jo Herbst, den Stil des Kabaretts entscheidend in Richtung Gegenwarts- und Gesellschaftskritik. Neu ins Ensemble kam für drei Programme Edith Hancke, die danach durch Ingeborg Wellmann ersetzt wurde.
Der außerordentliche Erfolg dieser Programme veranlasste den Veranstalter Kurt Tuntsch, dem Ensemble einen Wechsel mit dem laufenden Programm „Zwischen Nylon und Chemnitz“ in sein Kabarett „Nürnberger Trichter“ anzubieten. Kurt Tuntsch hatte mit Filmgroßveranstaltungen in der Berliner Waldbühne („Das Wetter wird nach Wunsch, versichert uns Direktor Tuntsch'“), großen, auch finanziellen Erfolg. Dieses Angebot wurde angenommen, und ab 1. Februar 1953 spielten die Stachelschweine im Nürnberger Trichter. Am 4. Mai 1953 kam es dort unter der Regie von Wolfgang Spier zur Premiere eines neuen, des 17. Programms „Sind Se schon bedient“. Doch schon am 31. Mai endete dieses Abenteuer durch Zahlungsunfähigkeit des Herrn Tuntsch. Dadurch entging den Akteuren der Stachelschweine eine ihnen zustehende Gage von 9 Tausend DM. Nach schnell angesetzten Gastspielen in Hamburg, München und anderen Städten der Bundesrepublik („Was wir in dieser Zeit alles für Theater leergespielt haben!“, so Achim Striezel) kehrten die Stachelschweine in ihr Domizil Ewige Lampe zurück, ohne dass die Gastspiele nach Abzug der Reisekosten einen Ertrag ergeben hätten. Dort fand dann am 18. August 1953 die Premiere des 18. Programms „Ach, Du liebe Freiheit“ anlässlich der Berliner Festwochen statt. Danach blieb die Ewige Lampe für die nächsten zwölf Jahre das feste Domizil des Kabaretts.
Am 12. Juni 1955 wurde das Kollektiv in eine GmbH umgewandelt. Zu den neun Gesellschaftern gehörten: Die Gründer Rolf Ulrich und Klaus Becker, die Schauspieler Günter Pfitzmann, Inge Wolffberg, Jo Herbst, Wolfgang Gruner und Achim Strietzel, sowie der Regisseur Dietmar Behnke und der Technische Leiter Ronald Rochow. Zu Geschäftsführern wurden Rolf Ulrich und Dietmar Behnke bestellt. Behnke legte das Amt 1963 nieder. Die Gesellschaft bestellte daraufhin Ronald Rochow zum Geschäftsführer.
Am 18. März 1957 wurde auf Vorschlag der Akademie der Künste der „Preis Junge Generation – Jubiläumsstiftung 1848–1948“ für das Gebiet der Darstellenden Kunst an das Ensemble der Stachelschweine vergeben. Auf Veranlassung der Akademie-Mitglieder wurde der an Einzelpersonen gebundene Preis diesmal jedoch an das aktuelle künstlerische Ensemble vergeben. Den Preis erhielten: Rolf Ulrich, Inge Wolffberg, Ingeborg Wellmann, Wolfgang Gruner, Günter Pfitzmann, Achim Strietzel, Jo Herbst und Klaus Becker.

### Das Kabarett etabliert sich

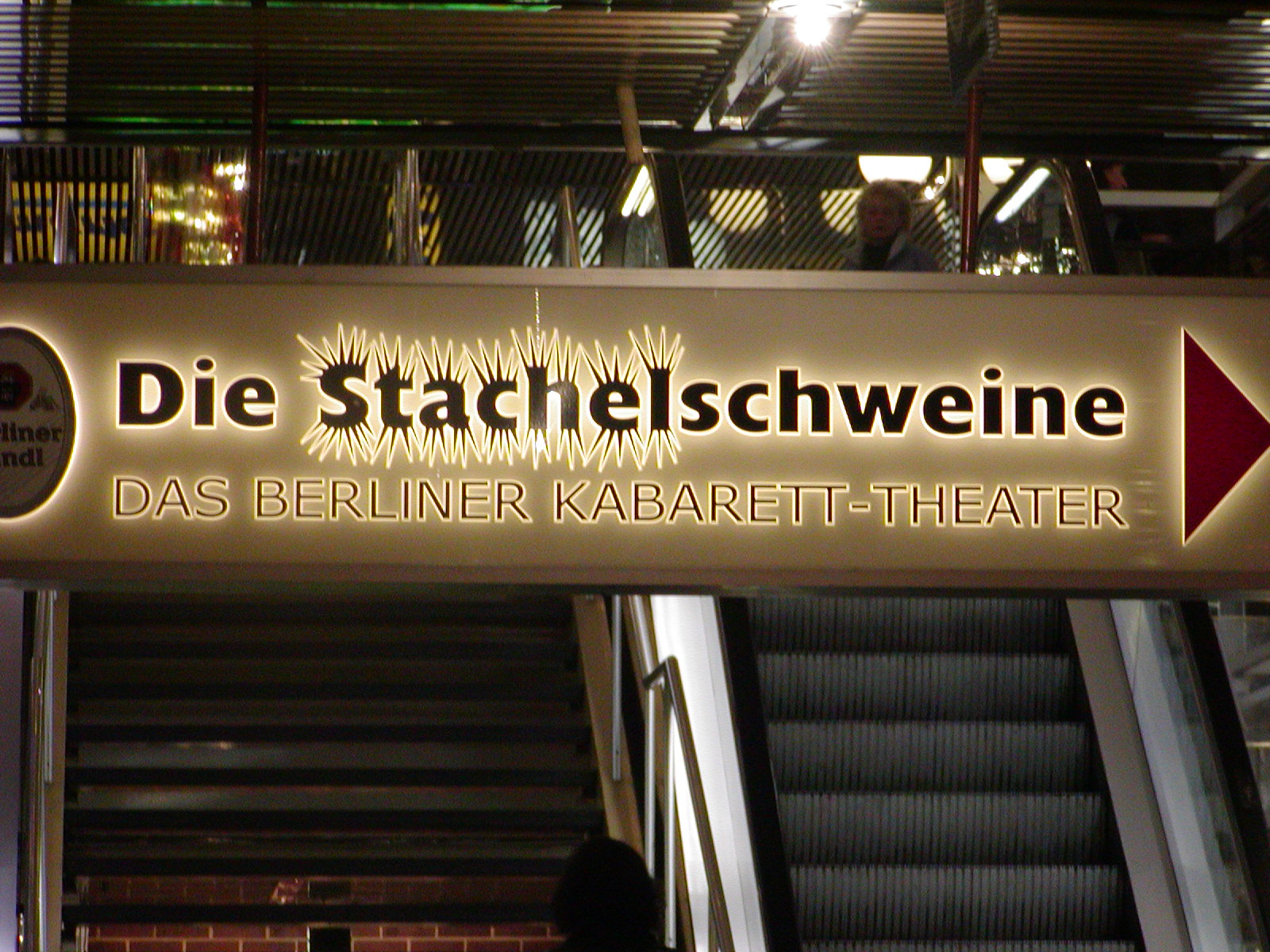
Hinweisschild im Europa-Center

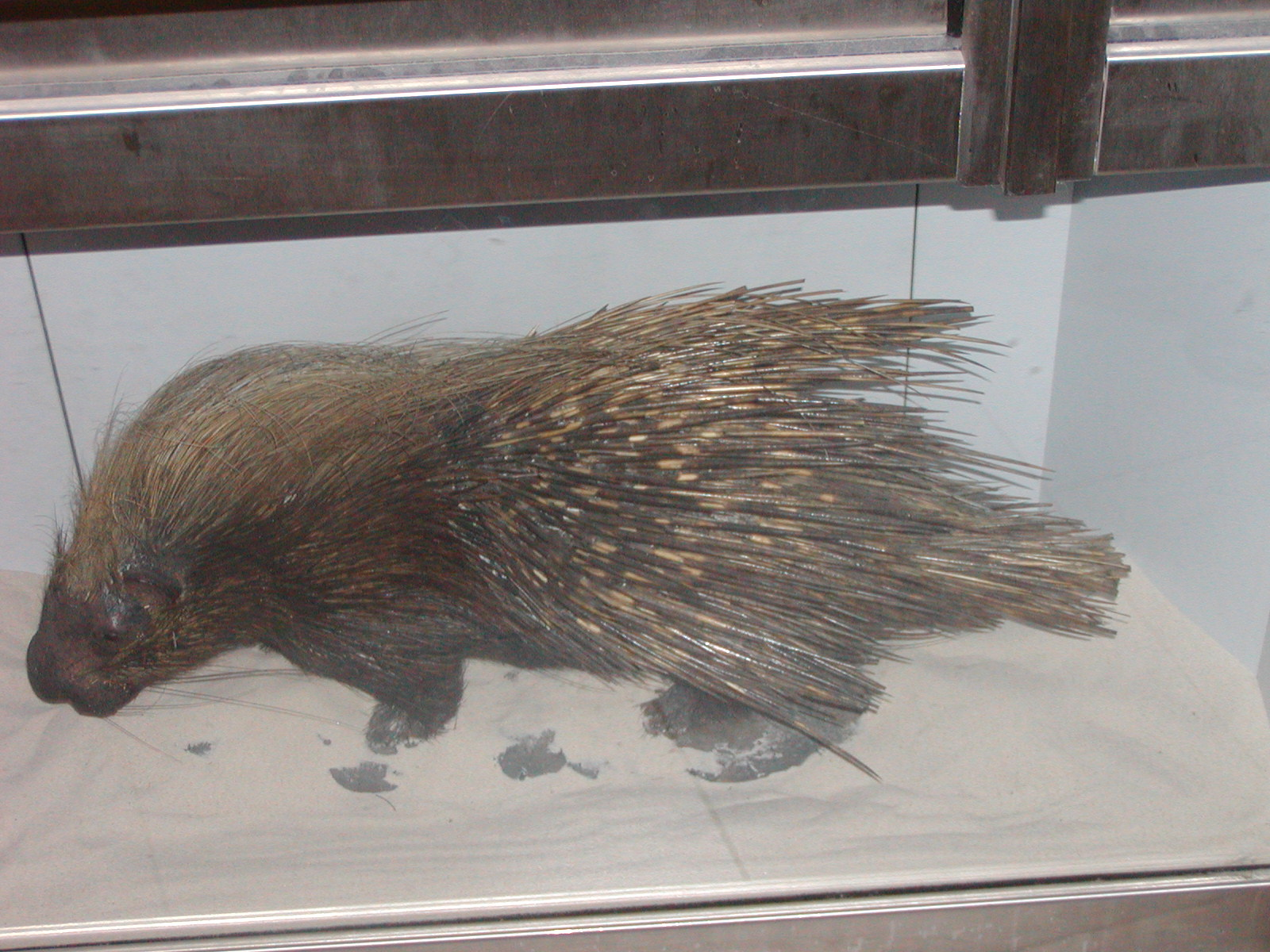
Das Stachelschwein im Europa-Center

Im Jahr 1965 fand das Ensemble eine größere Wirkungsmöglichkeit im neu gebauten Europa Center im Zentrum von West-Berlin. Dort wurde am 17. April 1965 der Neubau des eigenen Kabaretts am Karsamstag mit einer Festveranstaltung eröffnet. Die erste Premiere im neuen Haus fand am 9. Juni 1965 unter dem Titel „…und vor zwanzig Jahren war alles vorbei“ statt. In diesem Programm spielte auch Günter Pfitzmann nach längerer Pause wieder im Ensemble mit. Regie führte Rudolf Schündler, dem der außerordentliche Erfolg des Programms und die Änderung der Spielweise hauptsächlich zuzuschreiben ist. Die bekannten Kabarettformen „black-out“ oder „Sketch“ wurden zum satirischen „Zeittheater“, aus dem „Quodlibet“ wurde die „musikalische Revue“.
Bundesweit bekannt wurden „Die Stachelschweine“, wie auch die Kollegen von der Münchner Lach- und Schießgesellschaft, durch zahlreiche Tourneen und Fernsehübertragungen in den 1960er Jahren. Besonders erfolgreich war die gemeinsame Fernseh-Live-Sendung unter dem Titel: „Berlin ist einen Freiplatz wert - Ein Platz an der Sonne“, die fünfmal vom NDR in Verbindung mit dem SFB produziert wurde.
Die Mitglieder des Kabaretts machten auch im Hörfunk, Fernsehen und Film eigene Karrieren. Wolfgang Gruner trat häufig in der ZDF-Sendung „Der große Preis“ auf. Achim Strietzel wurde durch die Fernsehwerbung für den Opel Kadett und seine Stimmenimitation des damaligen Bundeskanzlers Willy Brandt populär. Günter Pfitzmann und Joachim Teege konnten eine umfangreiche Schauspielerlaufbahn vorweisen.
Es war bewährte Tradition des Kabaretts, die Zusammensetzung des Ensembles und den künstlerischen Stab behutsam, aber ständig auszuwechseln. Dadurch war es möglich, alle Spielarten des Kabaretts zu praktizieren und sich gleichzeitig dem wechselnden Zeitgeschmack des Publikums anzupassen. Zu den Mitwirkenden der sechziger Jahre gehörten Edith Elsholtz, Beate Hasenau, Ingrid van Bergen, Sonja Wilken, Pia Trajun und Edeltraut Elsner, sowie Joachim Röcker, Jochen Schröder, Wilfried Herbst und Reinhold Brandes. Zwanzig Jahre nach der Gründung waren schließlich fast alle früheren Ensemblemitglieder ausgeschieden. Lediglich Wolfgang Gruner und der Künstlerische Leiter und Haupttexter Rolf Ulrich setzten die Arbeit mit wechselnden Darstellern fort.
Diese personellen Veränderungen hatten auch Auswirkungen auf die „Die Stachelschweine GmbH“. Von den ursprünglich neun Gesellschaftern schieden sieben aus. Zu den weiter bestehenden Anteilen von Wolfgang Gruner und Rolf Ulrich trat Rechtsanwalt Horst Sandner 1968 als neuer Gesellschafter in die Gesellschaft ein.

### Vom Kabarett zum Stadtkabarett
Die Folgen der 68er-Bewegung in der Bundesrepublik wurden vom Kabarett in seinen Programmen nur minimal reflektiert. Während Wolfgang Neuss sich völlig vom Kabarett abwandte, und die Lach- und Schießgesellschaft sich 1972 auf Vorschlag von Dieter Hildebrandt auflöste, arbeiteten Rolf Ulrich und Wolfgang Gruner mit neuen, jungen Schauspielern weiter: Andrea Brix, Ursula Herwig, Axel Lutter und Sylvester Berger.
In der Stachelschweine GmbH gingen ihre Geschäftsanteile an die Witwen Eva Gruner und Marie-Luise Ulrich (Andrea Brix) über. Zum Jahreswechsel 2003/2004 übernahm Charlotte Reeck, die bereits seit 1997 als Geschäftsführerin tätig war, einen Geschäftsanteil und wurde damit zur Geschäftsführenden Gesellschafterin der GmbH bestellt. Die inzwischen verstorbene Eva Gruner hatte 2008 ihren Geschäftsanteil an die Gesellschaft zurückgegeben.
Zum und nach dem 55. Jahrestag des Kabaretts im Jahr 2004 bildete sich unter der Regie von Herbert Olschok ein neues Ensemble, in dem Birgit Edenharter und Detlef Neuhaus die führenden Positionen einnahmen. Im Programm zum 60. Jahrestag der Stachelschweine im Jahre 2009 traten beide gemeinsam mit Kristin Wolf, Holger Güttersberger und Moritz Tittel auf. Matthias Kitter, der von Oktober 2012 bis einschließlich Dezember 2013 Künstlerischer Leiter der Stachelschweine war, führte insgesamt sechsmal Regie im Kabarett-Theater im Europa-Center.
2019, zum 70. Jahrestag, übernahm der Kabarettist Frank Lüdecke die künstlerische Leitung und seine Frau und Managerin Caroline Lüdecke fungiert als Geschäftsführerin.

## Spezielle Aktivitäten

### Gastspiele und Tourneen
Das durch die Währungsreform 1948 eingeleitete Wirtschaftswunder hatte auch ein gestiegenes Unterhaltungsbedürfnis der Bevölkerung zur Folge. Firmen und Privatleute, Parteien und Stadtverwaltungen boten in dieser fernsehlosen Zeit in steigender Anzahl Matineen, Nachmittags- und Abendveranstaltungen an. Davon profitierten auch die Stachelschweine, die einzeln oder als Ensemble engagiert wurden. Besonders an Sonn- und Feiertagen häuften sich die Auftritte, die „Tingeleien“ genannt wurden. Man ging „tingeln“ und erzielte damit den erwünschten Nebenverdienst.
Da das Kabarett für die ersten acht Programme auf das Eintrittsgeld verzichtete und lediglich im Burgkeller einen symbolischen Knopf verlangte, war die Versuchung groß, sich auch durch Tourneen zusätzliche Einnahmen zu verschaffen. Man ließ sich Anfang 1951 gleich nach der Teilung der Ensembles zu einer Westdeutschland-Tournee überreden, die jedoch organisatorisch und finanziell danebenging. Mit Erfolg gekrönt war aber ein dreimonatiges Gastspiel im September desselben Jahres in der „Bonbonniere“ in Hamburg (Leitung Helmut Stoldt), das von einem Teil des Ensembles durchgeführt wurde. Der in Berlin verbliebene Teil, ergänzt durch neue Mitglieder, spielte dort parallel weiter.
Auch eine Gastspielreise im Jahr 1952 war nach dieser Konzeption aufgebaut. Sie führte in die Hamburger und Stuttgarter Mausefalle (Werner Finck), ins „Kommödchen“ in Düsseldorf (Kay und Lore Lorentz) und in „Die Kleine Freiheit“ in München (Trude Kolman). Nachdem Ende Mai 1953 der „Nürnberger Trichter“ (Direktion Kurt Tuntsch) durch Konkurs in Berlin schließen musste, ging das Ensemble in bester Besetzung auf eine sich aus dieser Situation ergebende Gastspielreise nach Hamburg und München. Danach wurde die Kleine Freiheit in München immer wieder zum Ort des jährlichen Sommergastspiels. In den folgenden Jahren fanden auch wieder Tourneen durch Westdeutschland und das deutschsprachige Ausland statt, die von einer Gastspieldirektion (Düsseldorfer Konzert- und Gastspieldirektion Dieter Dickers) organisiert wurden. Erst der Umzug in das neu errichtete Europa Center im Jahre 1965 ermöglichte es dem Ensemble, auf monatelange Tourneen verzichten zu können und den Publikumsansturm, der nach dem Bau der Mauer in Berlin einsetzte, in seinem eigenen Domizil (300 Plätze) zu bewältigen.
Daneben kam es aber auch zu Auftritten für private Interessenten (für den „Kaufhauskönig“ Helmut Horten), für politische Einrichtungen (EWG Brüssel) oder zu Spezialauftritten auf Kreuzfahrtschiffen (MS Bremen). Den Höhepunkt dieser Entwicklung bildete das vom Berliner Senat (Regierender Bürgermeister Klaus Schütz) im Jahre 1970 unterstützte fast dreiwöchige Gastspiel in Israel (Tel-Aviv, Jerusalem, Haifa und in zwei Kibbuzim). Die Stachelschweine waren das erste deutsche Künstler-Ensemble, das nach Wiederaufnahme der diplomatischen Beziehungen zwischen Israel und der Bundesrepublik Deutschland dort gastierten durfte. Das ZDF produzierte darüber einen 45-minütigen Fernsehfilm. Auf der internationalen Ebene schloss sich 1985 ein Gastspiel in New York und 1987 in Los Angeles an.

### Jahrestage und Jubiläen
Das einjährige Bestehen des Kabaretts wurde mit der Premiere des fünften Programms „Hundstags-Reprisen“ am 4. August 1950 im Burgkeller begangen. Das dreijährige Bestehen fand am 18. Dezember 1952 anlässlich der Premiere des Programms „Zwischen Nylon und Chemnitz“ bereits in der Ewigen Lampe statt. Das fünfte Jubiläum entwickelte sich, wenn auch ein Jahr verspätet, am 22. Oktober 1955 zu einer Großveranstaltung im Berliner Sportpalast mit 7000 Besuchern. Dort traf man sich mit dem Publikum und den Gratulanten auch zum zehnjährigen Bestehen zu drei ausverkauften Veranstaltungen vom 30. Oktober bis 1. November 1959. Zum letzten Mal diente der Sportpalast als Spielort am 30. und 31. Oktober 1964 für das 15. Jubiläum.
Zum 20. Jahrestag luden die Stachelschweine am 19. Oktober 1969 tausend Gäste in die Kongresshalle ein, und sie feierten als Empfang des Regierenden Bürgermeister von Berlin Klaus Schütz das 25-jährige Bestehen am 3. November 1974 im Palace Hotel im Europa Center. Das 40. Jubiläum fand am 8. Oktober 1989 als Dampferfahrt mit dem Regierenden Bürgermeister Walter Momper statt. „50 Jahre Stachelschweine“ wurde als Festveranstaltung im eigenen Kabarett begangen. Ehemalige Mitglieder und Freunde feierten mit den gegenwärtigen Kollegen und ihren Angehörigen und Anhängern. Zum 55. Jahrestag wurde ein Sonderprogramm produziert: Unter dem Titel „Besetzt“ hatte es am 13. März 2005 Premiere. In diesem Programm wurden alte, erfolgreiche Szenen in neuer Besetzung leicht verändert wiederaufgeführt. Zum 60. Jahrestag im Jahre 2009 fand die Premiere des 67. Programms mit dem Titel „Völlig verspielt“ statt. Das 70. Jubiläum wurde unter der Regie von Frank Lüdecke mit dem Stück „Viel Tunnel am Ende des Lichts“ gefeiert. Das 75-jährige Jubiläum wird 2024 im Herbst mit dem Stück "Ich hab' noch einen Tesla in Berlin" gefeiert werden.

### Ewige Lampe und Zur Kneipe
Schon im Herbst 1963 wurde der Neon-Reklame-Schriftzug „Ewige Lampe“ durch „Die Stachelschweine“ ersetzt. Nach dem Umzug im Frühjahr 1965 in das Europa-Center beschlossen die Stachelschweine, das ehemalige Domizil „Ewige Lampe“ unter dem neuen Namen „Rankestraße 9 – kleines haus der stachelschweine“ weiterzuführen. Die erste Premiere fand dort am 6. Dezember 1965 unter dem Titel „schlecht ist auch folgendes…“ statt. Unter der Regie von Dietmar Behnke spielten Edith Elsholtz, Herbert Baneth, Siegfried Dornbusch und Axel Scholz. Die Kritik äußerte sich zurückhaltend, und auch das Publikum akzeptierte die Verdoppelung der Stachelschweine nur begrenzt. Das Experiment wurde abgebrochen.
Das Haus diente danach als Gastspielbühne für Wolfgang Neuss, der nach seiner Rückkehr aus Schweden dort am 20. Juni 1966 sein zweites Kabarett-Programm „Testamentseröffnung – Die Villon-Show“ diesmal in „strenger Form ohne Musik“ wieder aufnahm. 1967 folgte Hannelore Kaub mit ihrem Kabarett „Das Bügelbrett“ mit dem Programm: „Das Kabarett ist tot – Es lebe das Cabaret!“. Danach wurde es zur Probebühne für die letzte gemeinsame Fernseh-Sendung mit der Lach- und Schießgesellschaft „Ein Platz an der Sonne 1967“. In den folgenden Jahren diente es als Werkstatt für die immer aufwendiger werdenden Bühnenbilder der Stachelschweine im Europa-Center. Schließlich wurde in Zusammenarbeit mit der Berliner-Kindl-Brauerei das Haus wieder als Restaurant eingerichtet. Wolfgang Gruner fiel der Name „Zur Kneipe“ ein, und er erfand auch zur Eröffnung am 5. Mai 1970 eine Neufassung der Währung von 1872: Es wurde in Fennich, Sechser, Groschen und Thaler bezahlt.

## Übersichten

### Die Programme des Kabaretts
| Nr. | Name                                     | Premiere           | Regie                 |
| --- | ---------------------------------------- | ------------------ | --------------------- |
| 1.  | Alles irrsinnig komisch                  | 29. Oktober 1949   | Alexander Welbat      |
| 2.  | per speck tiefen                         | 1. Januar 1950     | Alexander Welbat      |
| 3.  | Alles neu macht der …                    | 31. März 1950      | Alexander Welbat      |
| 4.  | Unschuld geht baden                      | 31. Mai 1950       | Alexander Welbat      |
| 5.  | Hundstags-Reprisen                       | 4. August 1950     | Alexander Welbat      |
| 6.  | Es war so schön, privat zu sein          | 29. September 1950 | Alexander Welbat      |
| 7.  | Treffpunkt: Fatale Mitte                 | 15. Dezember 1950  | Alexander Welbat      |
| 8.  | Das Brettl hoch                          | 7. April 1951      | Joachim Teege         |
| 9.  | Biennalitäten                            | 12. Juni 1951      | Christoph Groszer     |
| 10. | Hallo, falsch verbunden                  | 11. August 1951    | Rolf von Sydow        |
| 11. | Freiheit zu zivilen Preisen              | 17. Oktober 1951   | Christoph Groszer     |
| 12. | …da hab'n wir den Salat                  | 12. Januar 1952    | Rolf von Sydow        |
| 13. | Nun muß sich alles, alles wenden         | 16. März 1952      | Wolfgang Spier        |
| 14. | Ja, soweit kommt das noch                | 7. Juni 1952       | Christoph Groszer     |
| 15. | Festland Berlin                          | 7. September 1952  | Wolfgang Neuss        |
| 16. | Zwischen Nylon und Chemnitz              | 18. Dezember 1952  | Wolfgang Neuss        |
| 17. | Sind Se schon bedient?                   | 4. April 1953      | Wolfgang Spier        |
| 18. | Ach, du liebe Freiheit!                  | 28. August 1953    | Harald Philipp        |
| 19. | Nein oder nicht nein                     | 18. Dezember 1953  | Rudolf Schündler      |
| 20. | Vertragen ungenügend                     | 1. April 1954      | Werner Oehlschläger   |
| 21. | Der große Regen                          | 17. September 1954 | Horst Braun           |
| 22. | Die Zehn war ihr Schicksal               | 8. Februar 1955    | Harald Philipp        |
| 23. | 1001 Macht                               | 16. Dezember 1955  | Egon Monk             |
| 24. | Die Wucht am Rhein                       | 19. Dezember 1956  | Rudolf Schündler      |
| 25. | Der Fette aus Dingsda                    | 9. Dezember 1957   | Dietmar Behnke        |
| 26. | …denn sie wissen was sie tun             | 9. Februar 1959    | Horst Braun           |
| 27. | Teil dir den Siegerkranz                 | 9. Dezember 1959   | Dietmar Behnke        |
| 28. | Immer am Verstand lang                   | 26. November 1960  | Ilo von Janko         |
| 29. | Schwarz – weiß – tot                     | 1. November 1961   | Dietmar Behnke        |
| 30. | Selten so geweint                        | 10. November 1962  | Dietmar Behnke        |
| 31. | Unser kleiner Staat                      | 23. März 1964      | Thomas Keck           |
| 32. | …und vor 20 Jahren war alles vorbei      | 9. Juni 1965       | Rudolf Schündler      |
| 33. | Das elfte Gebot                          | 29. Juni 1966      | Rudolf Schündler      |
| 34. | Deutschland Deutschland unter anderem…   | 11. November 1967  | Horst Braun           |
| 35. | Die Welt, in der wir beben               | 1. April 1969      | Lothar Kompatzki      |
| 36. | 70 / 71                                  | 3. Mai 1970        | Horst Braun           |
| 37. | Endstation Hoffnung                      | 2. Dezember 1971   | Horst Braun           |
| 38. | Der dressierte Mensch                    | 16. März 1973      | Horst Braun           |
| 39. | Remember Song                            | 16. April 1974     | Horst Braun           |
| 40. | Der 30-jährige Frieden                   | 9. Januar 1975     | Horst Braun           |
| 41. | Kein Märchen aus uralten Zeiten          | 12. Dezember 1976  | Rudolf Schündler      |
| 42. | Kreishauptstadt Berlin                   | 4. November 1978   | Wolfgang Gruner       |
| 43. | Eintritt: Ein Knopf                      | 12. Dezember 1980  | Wolfgang Spier        |
| 44. | Kein schöner Land als diese zwei         | 18. Oktober 1982   | Horst Köller          |
| 45. | Krieg Heil                               | 13. Mai 1984       | Klaus Überall         |
| 46. | Eine Dummheit macht auch der Befreiteste | 20. Dezember 1985  | Horst Köller          |
| 47. | Und wenn der ganze Spree verbrennt       | 26. April 1987     | Wolfgang Gruner       |
| 48. | …in Gleichgültigkeit, Amen               | 11. Dezember 1988  | Hermann Treusch       |
| 49. | Es kracht im Schicksal                   | 5. Mai 1990        | Wolfgang Gruner       |
| 50. | 1+1 sind eins – wat nu?                  | 28. April 1991     | Harald Philipp        |
| 51. | Hurra die Bonzen kommen                  | 29. November 1992  | Lothar Kompatzki      |
| 52. | Ab in die Urne                           | 5. April 1994      | Günter Schmidt        |
| 53. | Seid umschlungen Milliarden              | 2. Mai 1995        | Norbert Schultze jun. |
| 54. | Die abgeschriebene Republik              | 2. April 1996      | Norbert Schultze jun. |
| 55. | Achtung, fertig, arbeitslos              | 24. April 1997     | Wolfgang Gruner       |
| 56. | Ick hab' noch 'ne Pointe in Berlin       | 11. Oktober 1998   | Norbert Schultze jun. |
| 57. | Bonn, your Berlin                        | 14. November 1999  | Norbert Schultze jun. |
| 58. | Spende gut – alles gut                   | 26. November 2000  | Lothar Kompatzki      |
| 59. | Durch diese hohle Kasse muss er kommen   | 2. Dezember 2001   | Tatjana Rese          |
| 60. | Bis hierhin und wie weiter               | 13. Oktober 2002   | Tatjana Rese          |
| 61. | Das Land des Schwächelns                 | 12. Oktober 2003   | Andreas Strähnz       |
| 62. | In der Hitze der Macht                   | 3. Oktober 2004    | Herbert Olschok       |
| 63. | Um Haarespleite                          | 25. September 2005 | Herbert Olschok       |
| 64. | Kassenkrampf                             | 24. September 2006 | Klaus Stephan         |
| 65. | Wir sind ParaDies                        | 14. Oktober 2007   | Herbert Olschok       |
| 66. | Angezählt … ansonsten heiter             | 19. Oktober 2008   | Anke Gregersen        |
| 67. | Völlig verspielt                         | 18. Oktober 2009   | Matthias Kitter       |
| 68. | Nichts als die Wahrheit                  | 24. Oktober 2010   | Matthias Kitter       |
| 69. | Allet verkehrt                           | 28. April 2011     | Matthias Kitter       |
| 70. | Planet paradox                           | 4. Dezember 2011   | Dieter Nelle          |
| 71. | Gestochen scharf                         | 18. November 2012  | Matthias Kitter       |
| 72. | Auch das noch...!                        | 24. März 2013      | Matthias Kitter       |
| 73. | Kabarett & Currywurst                    | 29. September 2013 | Matthias Kitter       |
| 74. | Alle mal herhören!                       | 5. Mai 2014        | Norman Zechowski      |
| 75. | Deutschland sagt JEIN!                   | 23. Oktober 2014   | Tatjana Rese          |
| 76. | Ausweg freihalten!                       | 24. April 2015     | Hans Holzbecher       |
| 77. | Globale Betäubung                        | 9. November 2015   | Tatjana Rese          |
| 78. | Hauptstadtaffären                        | 18. November 2016  | Tatjana Rese          |
| 79. | Die alternative Wahrheit                 | 10. September 2017 | Klaus-Peter Grap      |
| 80. | Himmlische Aussichten                    | 13. Mai 2018       | Klaus-Peter Grap      |
| 81. | Kann man mit Männern Urlaub machen?      | August 2018        | Michael Frowin        |
| 82. | Menschen, Ämter, Katastrophen            | 18. Oktober 2018   | Michael Frowin        |
| 83. | Viel Tunnel am Ende des Lichts           | 31. August 2019    | Frank Lüdecke         |
| 84. | Überall ist besser als nichts!           | 29. Oktober 2019   | Marcus Kaloff         |
| 85. | DREI LÜGEN ZU VIEL!                      | 9. Juli 2021       | Frank Lüdecke         |
| 86. | Überall ist besser als nichts, reloaded  |                    | Marcus Kaloff         |
| 87. | Gutes Geld!                              |                    | Marcus Kaloff         |
| 88. | Fassen wir zusammen:                     |                    | Frank Lüdecke         |
| 89. | Steglitz, wir haben ein Problem          |                    | Marcus Kaloff         |
| 90. | Jubiläumsprogramm 75 Jahre               |                    | Frank Lüdecke         |

### Vorläufer- und Sonderprogramme
| Nr  | Name                             | Premiere               | Regie              | Spielort                                             | Anmerkung                   |
| --- | -------------------------------- | ---------------------- | ------------------ | ---------------------------------------------------- | --------------------------- |
| 01. | Hoppla wir leben                 | 13. Februar 1949       | Horst Gabriel      | Stern-Lichtspiele Neukölln                           | AG Junger Kulturschaffender |
| 02. | Balladen – Satiren               | 9. und 23. August 1949 | Alexander Welbat   | Badewanne Nürnberger Straße 50–52                    |                             |
| 03. | Eingetunkt                       | 16. Februar 1951       | Karl Anton Glaesel | Die Fliegenpilze Burgkeller Kurfürstendamm 12        |                             |
| 1.  | Sommersprossen                   | 2. Juni 1954           | Horst Braun        | Die Frischlinge Ewige Lampe Rankestraße 9            |                             |
| 2.  | Erben Sie keinen Onkel           | 15. Oktober 1963       | Horst Braun        | Tourneeprogramm Bundesrepublik                       |                             |
| 3.  | Schlecht ist auch folgendes      | 6. Dezember 1965       | Dietmar Behnke     | Kleines Haus der Stachelschweine (ehem. Ewige Lampe) |                             |
| 4.  | Wahlnacht – Qualnacht            | 19. September 1968     | Horst Braun        | Europa-Center                                        |                             |
| 5.  | Öffnen Sie mal Ihr Handschuhfach | 10. Oktober 1970       | Horst Braun        | Europa-Center                                        |                             |
| 6.  | Wie Du Dir, so ich mir           | 5. Oktober 1973        | Wolfgang Gruner    | Europa-Center                                        |                             |
| 7.  | Bei Michel hat's geläutet        | 21. Oktober 1979       | Wolfgang Gruner    | Europa-Center                                        |                             |
| 8.  | Besetzt                          | 13. März 2005          | Tatjana Rese       | Europa-Center                                        |                             |
| 9.  | Besetzt (Neufassung)             | 31. August 2008        | Tatjana Rese       | Europa-Center                                        |                             |

### Die Spielorte
| 1. und 2. Programm    | Badewanne, Nürnberger Straße 50–52           |
| 3. bis 8. Programm    | Burgkeller, Kurfürstendamm 12                |
| 9. bis 16. Programm   | Ewige Lampe, Rankestraße 9                   |
| 16. und 17. Programm  | Nürnberger Trichter, Nürnberger Straße 50–52 |
| 18. bis 31. Programm  | Ewige Lampe, Rankestraße 9                   |
| seit dem 31. Programm | Europa Center                                |

### Die Künstlerischen Leiter
| 1949 – 1950       | Alexander Welbat |
| 1951 – 2005       | Rolf Ulrich      |
| 10/2012 – 12/2013 | Matthias Kitter  |
| seit 2019         | Frank Lüdecke    |

### Die Geschäftsführenden Gesellschafter der GmbH
| 1955 – 1998 | Rolf Ulrich      |
| 1955 – 1963 | Dietmar Behnke   |
| 1963 – 1971 | Ronald Rochow    |
| 2003 – 2019 | Charlotte Reeck  |
| seit 2019   | Caroline Lüdecke |

## Medien